# Bernardo di Valenza
Bernardo di Valenza (Valence, 1075 – Antiochia di Siria, 1135) è stato patriarca latino di Antiochia dal 1100 al 1135.

## Biografia
Nel 1100 Boemondo I d'Altavilla, cacciò il patriarca greco di Antiochia Giovanni l'Ossita, approfondendo in questo modo la frattura con Costantinopoli, e nominò Bernardo come "patriarca di Antiochia dei Latini".
Nel 1108, dopo l'insuccesso dell'assedio di Durazzo da parte di Boemondo, l'imperatore Alessio I Comneno lo ricevette presso la foce del fiume Devol, dove era il suo accampamento, e lo costrinse a firmare un trattato, con il quale il sovrano normanno, oltre a riconoscere l'imperatore bizantino come suo signore feudale, si impegnava a deporre il patriarca Bernardo e a sostituirlo con uno greco. Il trattato, però, non ebbe applicazione, anche perché Boemondo non tornò più ad Antiochia.
Bernardo, quindi, mantenne il titolo e trascorsero molti decenni prima che un nuovo patriarca greco potesse insediarsi nuovamente in Antiochia accanto a quello latino (1158). Sia Giovanni che Bernardo erano morti da tempo.
Bernardo di Valenza svolse un ruolo importante durante i successivi conflitti dei crociati con i turchi. Egli partecipò sia alla battaglia di Harran sia a quella dell'Ager Sanguinis.